# Mike Ruddock
Pour les articles homonymes, voir Ruddock.
Michael Ruddock ou Mike Ruddock, né le 5 septembre 1959 à Blaina, est un entraîneur de rugby gallois.
Il a été nommé sélectionneur national du pays de Galles le 11 mars 2004, succédant à Steve Hansen. Il est le 14e sélectionneur du pays de Galles. 
L'ancien troisième ligne aile de Blaina a dû mettre un terme à sa carrière de joueur de rugby à XV après avoir subi un accident de travail en 1985 alors qu'il avait déjà connu des sélections en équipe de Galles B.
Il a évolué dans les clubs de Blaina, Tredegar et Swansea RFC et il a débuté comme entraîneur de rugby à XV en 1986 dans sa ville d'origine, Blaina. Après Blaina, il a entraîné également Cross Keys, Bective Rangers RFC, Swansea RFC, Leinster Rugby, Ebbw Vale et Newport Gwent Dragons. 
Sur le plan international, il a été à la tête de l'Irlande A avant le pays de Galles A.
| Année | Sélection      | Tournoi     | Poste         | Classement IRB à la fin de l'année | Tournoi                  | Coupe du Monde |
| ----- | -------------- | ----------- | ------------- | ---------------------------------- | ------------------------ | -------------- |
| 2004  | Pays de Galles | Six Nations | Sélectionneur | 8e                                 | 4e                       | -              |
| 2005  | Pays de Galles | Six Nations | Sélectionneur | 6e                                 | Vainqueur (Grand Chelem) | -              |

## Palmarès
- Vainqueur du tournoi (Galles) : Grand Chelem 2005.
- Triple couronne (1) : 2005